# Chelonus mccombi
Chelonus mccombi är en stekelart som beskrevs av Marsh 1974. Chelonus mccombi ingår i släktet Chelonus och familjen bracksteklar. Inga underarter finns listade i Catalogue of Life.